# Брагонин, Терентий Иванович
Тере́нтий Ива́нович Брагонин (1909—1944) — старший сержант Рабоче-крестьянской Красной Армии, участник Великой Отечественной войны, Герой Советского Союза (1943).

## Биография
Терентий Брагонин родился 10 ноября 1909 года в селе Сухой Донец (ныне — Богучарского района Воронежской области) в крестьянской семье. Получил начальное образование, работал в колхозе, затем грузчиком на станции Изварино Краснодонского городского совета и на шахте в Ворошиловградской (ныне — Луганской) области. Был членом ВКП(б). В июле 1941 года был призван на службу в Рабоче-крестьянскую Красную Армию. Участвовал в боях на Западном, Донском, Брянском, Центральном, Белорусском фронтах. Участвовал в разведывательных операциях за линией фронта, корректировал артиллерийский огонь, участвовал в отражении контратак противника. Так, 21 июля 1943 года Брагонин вместе с радистом переправился через Оку и успешно корректировал огонь артиллерии по немецким огневым точкам. При форсировании Десны Брагонин ночью переправился через реку и сыграл важную роль в обеспечении переправы для пехотных частей.
К сентябрю 1943 года гвардии старший сержант Терентий Брагонин командовал отделением разведки 156-го гвардейского артиллерийского полка 77-й гвардейской стрелковой дивизии 61-й армии Центрального фронта. Отличился во время битвы за Днепр. В ночь с 26 на 27 сентября 1943 года Брагонин в числе передовых подразделений дивизии переправился через реку и закрепился на её западном берегу. Брагонин корректировал огонь дивизиона артиллерии, обеспечивая переправу полковых подразделений. В результате корректировки Брагонина были уничтожены 2 пулемёта, около роты пехоты, 2 миномёта. Во время боёв за расширение плацдарма в районе деревень Волынки и Галки Брагинского района Гомельской области Белорусской ССР. За период с 29 сентября по 4 октября благодаря целеуказания Брагонина артиллерия уничтожила 2 орудия, 2 пулемёта и более 100 немецких солдат и офицеров. В боях Брагонин автоматным огнём уничтожил около 20 солдат и офицеров противника.
Указом Президиума Верховного Совета СССР от 16 ноября 1943 года за «успешное форсирование Днепра, прочное закрепление плацдарма на его западном берегу и проявленные при этом отвагу и геройство» гвардии старший сержант Терентий Брагонин был удостоен высокого звания Героя Советского Союза с вручением ордена Ленина и медали «Золотая Звезда».
21 января 1944 года Брагонин погиб в бою за город Мозырь, так и не получив высокой награды. Похоронен в городе Калинковичи на братском кладбище партизан и советских воинов.
Был также награждён двумя орденами Красной Звезды и медалью. Навечно зачислен в списки личного состава воинской части. В честь Брагонина названы улицы в Калинковичах и Богучаре.